# Gabi Barbieri
Gabriela Kasper Barbieri, mais conhecida também como Gabi Barbieri (Descanso, 7 de março de 2003), é uma futebolista brasileira que atua como goleira. Atualmente, defende o Flamengo.

## Carreira

### Início
Iniciou sua carreira nas categorias de base da Chapecoense, de Santa Catarina.

### Internacional
Em 2020, se transferiu para o Internacional ainda nas categorias de base. Em 2021, foi integrada ao elenco principal feminino do clube, pelo treinador Maurício Salgado.

### Flamengo
Em 2 de janeiro de 2024, logo no início da temporada, foi anunciada como o primeiro reforço para a equipe feminina do Flamengo.
| “                                                        | Estou feliz demais por poder fazer parte desse clube gigante que é o Flamengo, sei do peso que é vestir o Manto e estou pronta pra esse novo desafio. As expectativas são as melhores, quero chegar e agregar a equipe da melhor maneira possível, usufruir ao máximo da comissão técnica e atletas, pois sei que vai ser uma evolução diária dividindo o campo com pessoas mais experientes e de alto nível profissional. Vai ser um processo muito importante na minha carreira essa vinda pro Mengão, creio que vou crescer muito como atleta e pessoa aqui dentro, e estou empolgada para começar esse ano e trazer muitas alegrias à Nação. | ” |
| — Gabi Barbieri, em entrevista ao site oficial do clube, | |   |

### Seleção Brasileira

#### Sub-20
Pela Seleção Brasileira Sub-20, disputou o Campeonato Sul-Americano de 2022 — com o Brasil sendo campeão — e a Copa do Mundo de 2022 — terminando na terceira colocação.

#### Principal
Em 19 de junho de 2022, antes da Copa do Mundo Sub-20, foi convocada pela então treinadora Pia Sundhage para amistosos da Seleção Brasileira principal contra Dinamarca e Suécia, mas, em ambos, ficou apenas na reserva.
Em 14 de fevereiro de 2024 — após o corte da goleira titular Lelê — foi convocada pelo treinador Arthur Elias para a disputa da Copa Ouro da CONCACAF, torneio preparatório para os Jogos Olímpicos de Paris 2024.

## Títulos
Internacional
- Campeonato Gaúcho: 2021 e 2023

Seleção Brasileira (Sub-20)
- Campeonato Sul-Americano Sub-20: 2022

### Campanhas de destaque
Seleção Brasileira (Sub-20)
- Copa do Mundo Sub-20 de 2022: 3.º lugar